# Chuck Hurston
Charles Frederick Hurston, mais conhecido como Chuck Hurston (9 de novembro de 1942), é um ex-jogador profissional de futebol americano estadunidense.

## Carreira
Chuck Hurston foi campeão da Super Bowl IV jogando pelo Kansas City Chiefs.